# Altreetz
Altreetz è una frazione del comune tedesco di Oderaue, nel Land del Brandeburgo.

## Storia
Nel 2003 il comune di Altreetz venne fuso con il limitrofo comune di Zäckericker Loose, formando il nuovo comune di Oderaue.

### Esplicative
1. ↑  Letteralmente: «Reetz vecchia», in contrapposizione alla vicina Neureetz – «Reetz nuova».

### Bibliografiche
1. ↑  (DE) Statuto comunale, articolo 3, comma 1. (PDF), su barnim-oderbruch.de.
2. ↑  (DE) Fünftes Gesetz zur landesweiten Gemeindegebietsreform betreffend die Landkreise Barnim, Märkisch-Oderland, Oberhavel, Ostprignitz-Ruppin, Prignitz, Uckermark, Kapitel 1, Abschnitt 2, § 6, Absatz 2., su bravors.brandenburg.de.